# Хондры

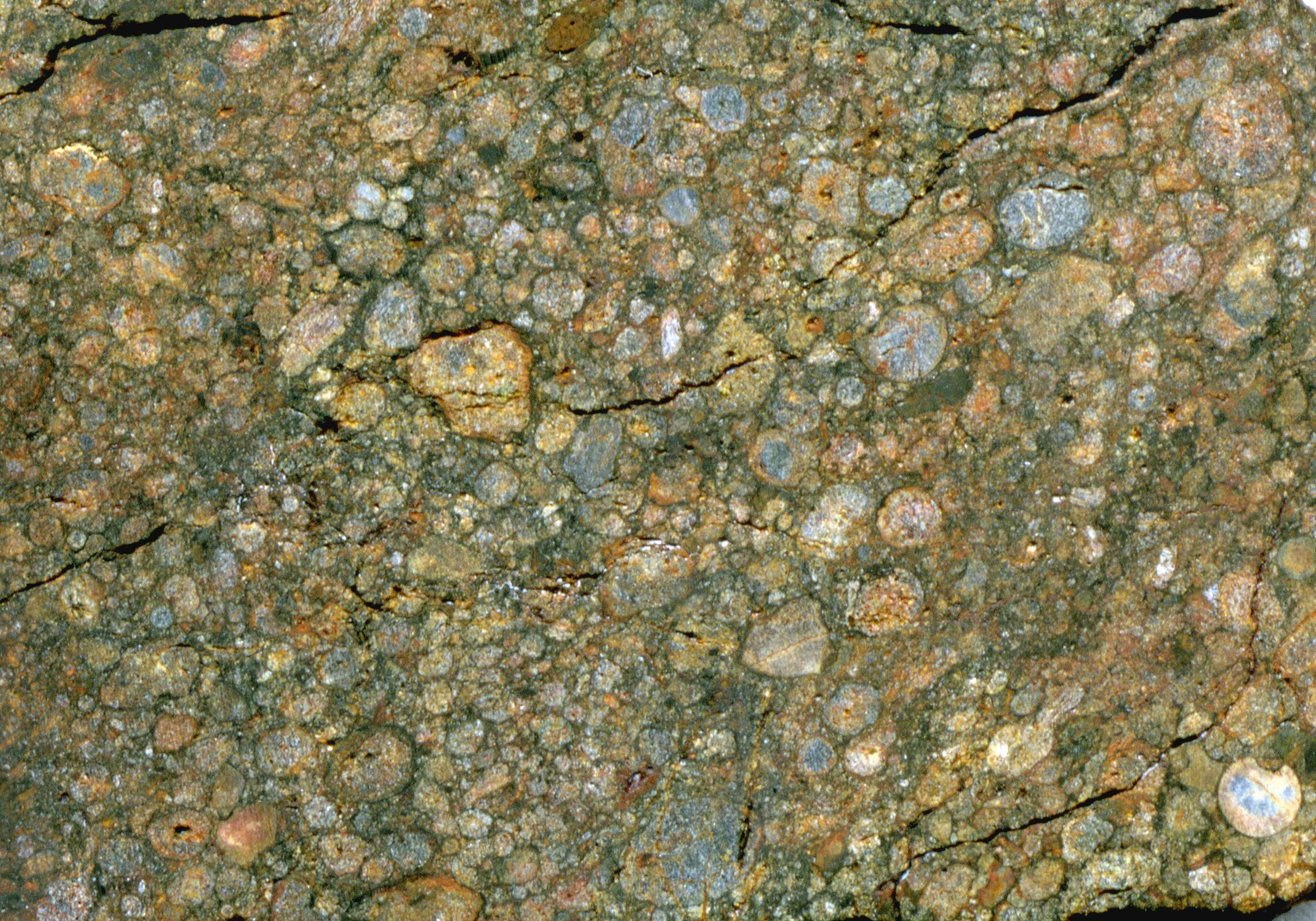
Хондры на срезе обыкновенного хондрита. Ширина поля зрения — около 2,2 см.

Хо́ндры (от др.-греч. χόνδρος — «зерно») — округлые образования размером в среднем 0,5-1,0 мм, являющиеся главным структурным элементом метеоритов-хондритов (около 90 % всех метеоритов). Представляют собой быстро затвердевшие капли расплавленного силикатного вещества. Делятся на три вида:
- эксцентрически-лучистый;
- колосниковый;
- микропорфированный.

Хондры образовались в протопланетном диске при нагреве и плавлении пыли на заре формирования Солнечной системы. Их возраст свинец-свинцовым методом оценивают примерно в 4,57 млрд лет. Причина упомянутого нагрева неясна и это является, возможно, старейшей загадкой метеоритики. Наиболее вероятной причиной считаются ударные волны, которые для этого должны двигаться со скоростью 6—9 км/с. Они, в свою очередь, могли быть вызваны движением протопланет или неоднородностей протопланетного диска, падением газопылевых сгустков или солнечными вспышками. Другие версии связывают образование хондр со столкновением планетезималей и иными процессами. Иногда внутри хондр встречаются другие хондры, что говорит о неоднократном наступлении условий для их образования.